# Антоніо Требічяні
Антоніо Требічяні (італ. Antonio Trebiciani, нар. 26 березня 1938, Рим) — італійський футбольний тренер.

## Біографія
Народився у Римі, займався футболом в академії місцевого «Лаціо», проте професійним футболістом не став. Натомість вирішив присвятити себе тренерській роботі і вже 1970 року очолив жіночу команду того ж «Лаціо».
Невдовзі перейшов до клубної структури іншого римського клубу, «Роми», де до його відповідальності відносилася робота з молодіжною командою. Наприкінці провального для основної команди «Роми» сезону 1972/73 керівництво клубу звільнило її головного тренера Еленіо Ерреру і призначило Требічяні тимчасовим головним тренером основи «вовків». Керував діями команди протягом заключних шести турів першості Італії, в яких вона здобула чотири нічиї при двох поразках, чого, утім, виявилося достатньо аби за другорядними показниками обійти у турнірній таблиці «Аталанту» і зберегти місце в елітному італійському дивізіоні.
Того ж 1973 року новим очільником тренерського штабу «Роми» став швед Нільс Лідгольм, який включив Требічяні до кола своїх асистентів. Коли шведський фахівець залишив Рим у 1977 році, Требічяні повернувся до роботи з командою дублерів клубу.
1980 року став головним тренером «Латини», після чого до кінця 1980-х працював з низкою інших нижчолігових італійських команд.
Протягом 2000-х працював тренером у декількох італійських футбольних школах.